# Никольский, Пётр Васильевич
Пётр Васи́льевич Нико́льский (1858—1940) — русский и советский дерматолог и венеролог, профессор Варшавского университета, председатель Киевского губернского отдела Союза русского народа.

## Биография
Родился 1 (13) сентября 1858 года в городе Усмани Тамбовской губернии в семье священника Василия Ивановича Никольского и Ларисы Ивановны, урождённой Городецкой. Из-за слабого здоровья, до 14 лет воспитывался дома.
После окончания в 1877 году Тамбовской духовной семинарии поступил на Медицинский факультет Московского университета. В 1878 году перевёлся в Киев на медицинский факультет университета Св. Владимира, который окончил в декабре 1884 года, получив степень «лекаря с отличием». Был учеником М. И. Стуковенкова и в 1885 году был зачислен внештатным ординатором в Киевскую клинику кожных и венерических болезней своего профессора. После окончания ординатуры в 1888 году остался работать в клинике. Также он работал в дерматологическом отделении Красного Креста Киевского благотворительного общества.
С 1887 года состоял действительным членом Киевского общества врачей, которое создало специальную комиссию для борьбы с сифилисом и выбрало председателем этой комиссии Никольского. В это время появились его первые работы, посвященные предотвращению распространения сифилиса. В 1896 году на VI Пироговском съезде в Киеве он представил результаты своего десятилетнего труда по профилактике сифилиса «К вопросу о борьбе с сифилисом в России» и поднял вопрос о подготовке врачей-сифилидологов в России.
В 1896 году защитил диссертацию «Материалы к учению о pemphigus foliaceus Casenavi», в которой выделил и впервые в мире описал симптом отслойки рогового слоя эпидермиса при листовидной пузырчатке, редкого и очень тяжелого хронического дерматоза, впервые исследованного французским дерматологом Казенави ещё в 1844 году. Этот симптом вошёл в отечественную и мировую дерматологическую литературу как «симптом Никольского».
Получив степень доктора медицины, в качестве приват-доцента кафедры кожных и венерических болезней стал читать лекции. В 1899 году был избран экстраординарным профессором Варшавского университета, некоторое время стажировался в Германии, Франции, Швейцарии; принял активное участие в работе Международного дерматологического конгресса в Париже в 1900 году. С 1903 года — ординарный профессор. В Варшаве П. В. Никольский начал участвовать в общественной патриотической деятельности; 2 ноября 1903 года он произнёс речь «О значении Православной церкви для русской жизни» на торжествах по случаю открытия Варшавского общества религиозно-нравственного просвещения в духе Православной церкви. Когда из-за активного участия польских студентов в революционных беспорядках, с 1906 года Варшавский университет был закрыт, он уехал в Киев, продолжая числиться профессором Варшавского университета.
В Киеве он принимал он участие и в церковно-общественных делах: был участником Третьего Всероссийского Съезда русских людей в Киеве 1—7 октября 1906 года, как делегат от Тамбовского Союза русских людей; 31 мая 1907 года на годичном собрании Свято-Макариевского братства, почётным членом которого он был, выступил с речью «Православные Братства и революция», которая была издана отдельной брошюрой; 22 июля 1908 года выступал с докладом «О взаимоотношении Православной Церкви и русского государства» на IV Всероссийском миссионерском съезде в Киеве. В этот, киевский период своей жизни, он на основании архивных материалов написал большую статью «О новоустроенном городе Усмани», которая была напечатана в 1906 году в «Известиях Тамбовской учёной архивной комиссии».
В 1909 году он был командирован в Саратов для помощи в организации Императорского Николаевского университета. Когда в 1910 году возобновились занятия в Варшавском университете, он остался в Киеве. В 1911—1912 годах состоял председателем Киевского губернского отдела Союза русского народа; 14 сентября 1911 года в зале Религиозно-просветительского общества на собрании Киевского отдела Союза русского народа выступил с речью, посвященной памяти П. А. Столыпина. Принимал активное участие в Четвертом Всероссийском Съезде Союза русского народа в Санкт-Петербурге 13—15 мая 1912 года и Пятом Всероссийском Съезде русских людей в Санкт-Петербурге 16—20 мая 1912 года, где был избран одним из товарищей председателя на Съездах, был товарищем председателя программного отдела, членом комиссии по внесению изменений в Устав Союза русского народа, членом комиссии по созданию Ломоносовского общества русского языка.
В начале Первой мировой войны он опубликовал в правой газете «Киев» статью «Немецкое засилие в русской медицине», которая вышла также отдельным изданием. Вместе с Варшавским университетом переехал в Ростов-на-Дону, где в 1916 году основал кафедру Донского университета и клинику кожных и венерических болезней, которыми заведовал до ухода на пенсию в 1930 году. В 1922 году основал и возглавил Донское (позднее Северо-Кавказское) дерматологическое и венерологическое общество, в 1923 году стал одним из организаторов 1-го Всероссийского съезда по борьбе с венерическими болезнями.
Скончался 17 марта 1940 года.

## Научная деятельность
П. В. Никольским было опубликовано более 80 научных работ, в том числе монографий. Он был убеждённым сторонником комплексного лечения больных с кожной патологией, развивал физиотерапию, климато- и бальнеотерапию, рентгенотерапию кожных болезней. Им разработаны оригинальные методы массажа больной кожи: массаж-гимнастика и массаж-растяжение. Он обосновал возможность излечения врождённых дерматозов, в частности ихтиоза; внёс значительный вклад в разработку терапии сифилиса. Он одним из первых применил инъекционный метод лечения сифилиса, первым исследовал содержание ртути в венозной и менструальной крови, установил причину глубокой гангрены при впрыскивании ртутных препаратов. Первым описал ряд редких заболеваний кожи (аканто-кератолиз врождённый универсальный, 1897; стригущая форма кругового выпадения волос, 1900; ромбовидная гипертрофическая кожа шеи, 1925).
Он проводил идеи нервизма, подчеркивая зависимость дерматозов от состояния всего организма, и в частности от высшей нервной («душевной») деятельности; дал новые доказательства неврогенного патогенеза экземы.
Ему принадлежат оригинальные руководства по венерическим и кожным болезням, в том числе единственное на тот период на русском языке «Руководство к исследованию кожных и венерических болезней» (М.- Ростов-н/Дону, 1925), и первый советский учебник по дерматовенерологии «Болезни кожи» (М.—Л., 1923; переиздания: 1927, 1928, 1930).